# Horní Libchava
Horní Libchava település Csehországban, Česká Lípa-i járásban. Horní Libchava Slunečná, Stružnice, Volfartice, Skalice u České Lípy és Česká Lípa településekkel határos. Lakosainak száma 849 fő (2024. január 1.).

## Népesség
A település lakosságának változását az alábbi diagram mutatja:
| Lakosok száma | 1028 | 938  | 975  | 639  | 392  | 332  | 747  | 743  | 825  | 849  |
|               | 1869 | 1890 | 1921 | 1950 | 1980 | 2001 | 2017 | 2019 | 2022 | 2024 |